# Militärkuppförsöket i Turkiet 2016

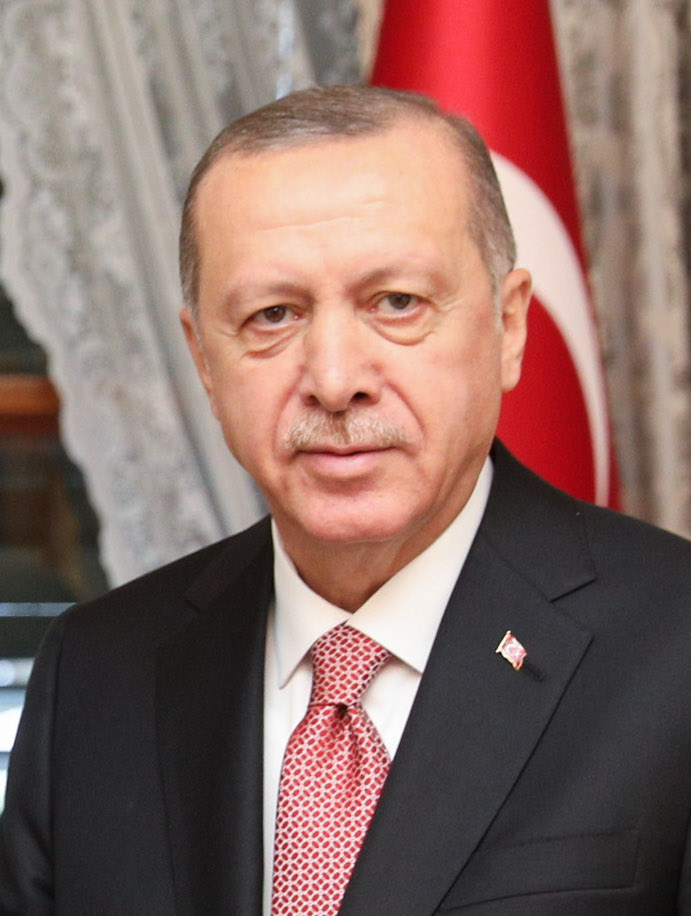
President Recep Tayyip Erdoğan.

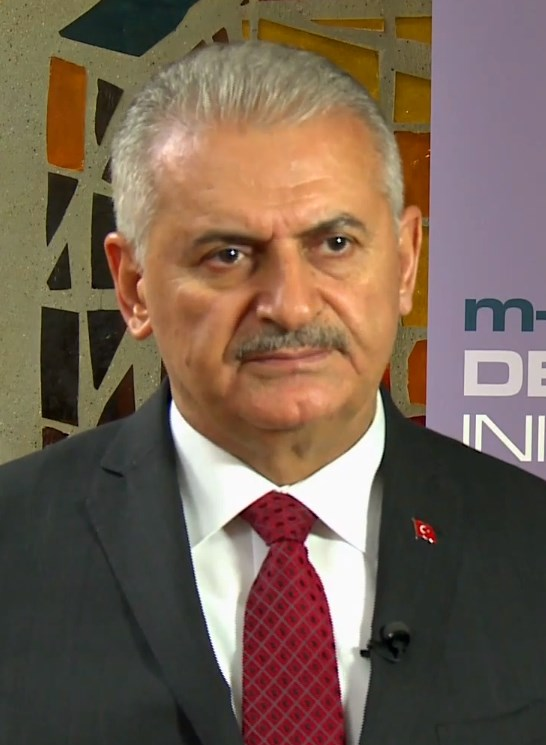
Premiärminister Binali Yıldırım.

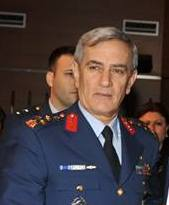
General Akın Öztürk, tidigare befälhavare för turkiska flygvapnet, rapporterades vara ledaren för kuppförsöket.

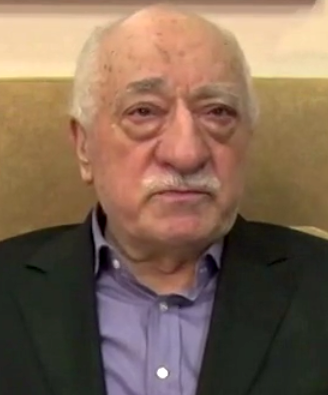
Fethullah Gülen.

Ett misslyckat försök till militärkupp mot den parlamentariska demokratin i Turkiet (turkiska: 2016 Türkiye askerî darbe girişimi) inleddes kvällen den 15 juli 2016 och pågick fram till dagen därpå. Kuppen antas ha varit organiserad av en fraktion inom den turkiska militären men omständigheterna är ännu oklara. Minst 265 människor dödades och mer än 1 440 skadades.

## Statskuppen
Den 15 juli 2016 utsattes parlamentsbyggnaden och presidentpalatset i Ankara för bombardemang av militären. Skott hördes vid de större flygplatserna runt Ankara och Istanbul och militärflygplan flög på låg altitud över huvudstaden Ankara. De båda broarna över Bosporen, Fatih Sultan Mehmet-bron samt Bosporenbron, stängdes av. Kuppmakarna tog kontroll över ett flertal nyhetsstationer och sände ut ett meddelande om statskuppen till folket via tv och radio. President Recep Tayyip Erdoğan fördömde kuppförsöket och i en direktsändning på tv och uppmanade befolkningen att gå ut på gatorna för att göra motstånd.
Recep Tayyip Erdoğan pekade tidigt ut predikanten Fethullah Gülen som ansvarig, trots att denne fördömde kuppförsöket. Premiärministern Binali Yıldırım och presidentens parti AKP anklagade även PKK och Gülen för samarbete.[källa behövs] Fethullah Gülen menade att Erdoğan själv kan ha legat bakom kuppen. Presidenten begärde att USA skulle utlämna Gülen som bodde där i exil.

## Efterspel
Under morgonen den 16 juli var runt 2 800 militärer gripna och fler än 2 700 domare och advokater avsatta från sina poster. Utöver domare och militärer hade även poliser, lärare, skolchefer och regeringstjänstemän avskedats; totalt över 50 000 offentliganställda. Samtidigt hade 21 000 privatanställda lärare fått sina lärarlicenser indragna. Allt detta skedde inom tre dagar som togs under undantagstillstånd efter kuppförsöket och de anklagas allihop för samröre med Gülen.
Drygt två månader efter kuppförsöket rapporterade Dagens Nyheter om att avskedanden och gripanden hade fortsatt även efter det akuta skedet: Närmare 4000 officerare och 85 000 statstjänstemän avskedades efter kuppförsöket och 17 000 personer sattes i fängelse för påstådd inblandning.
Som ett resultat av den misslyckade militärkuppen gick turistnäringen ner kraftigt eftersom människor var oroliga för att åka till landet på grund av social oro och terrorhot.[källa behövs] Utländska investeringar i Turkiet påverkades också, på grund av osäkerheten kring den nya politiska inriktningen i landet och kring fredsprocessen med kurderna.
Den misslyckade militärkuppen hade enligt handelsministern Bulent Tufenkci, kostat landet 100 miljarder dollar; inräknat kostnader såsom stridsflygplan, helikoptrar, vapen, bomber och återbyggning. Många order till den turkiska industrin ställdes också in.